# Kejapanan
Kejapanan is een bestuurslaag in het regentschap Pasuruan van de provincie Oost-Java, Indonesië. Kejapanan telt 20.645 inwoners (volkstelling 2010).